# Vênus de Galgenberg

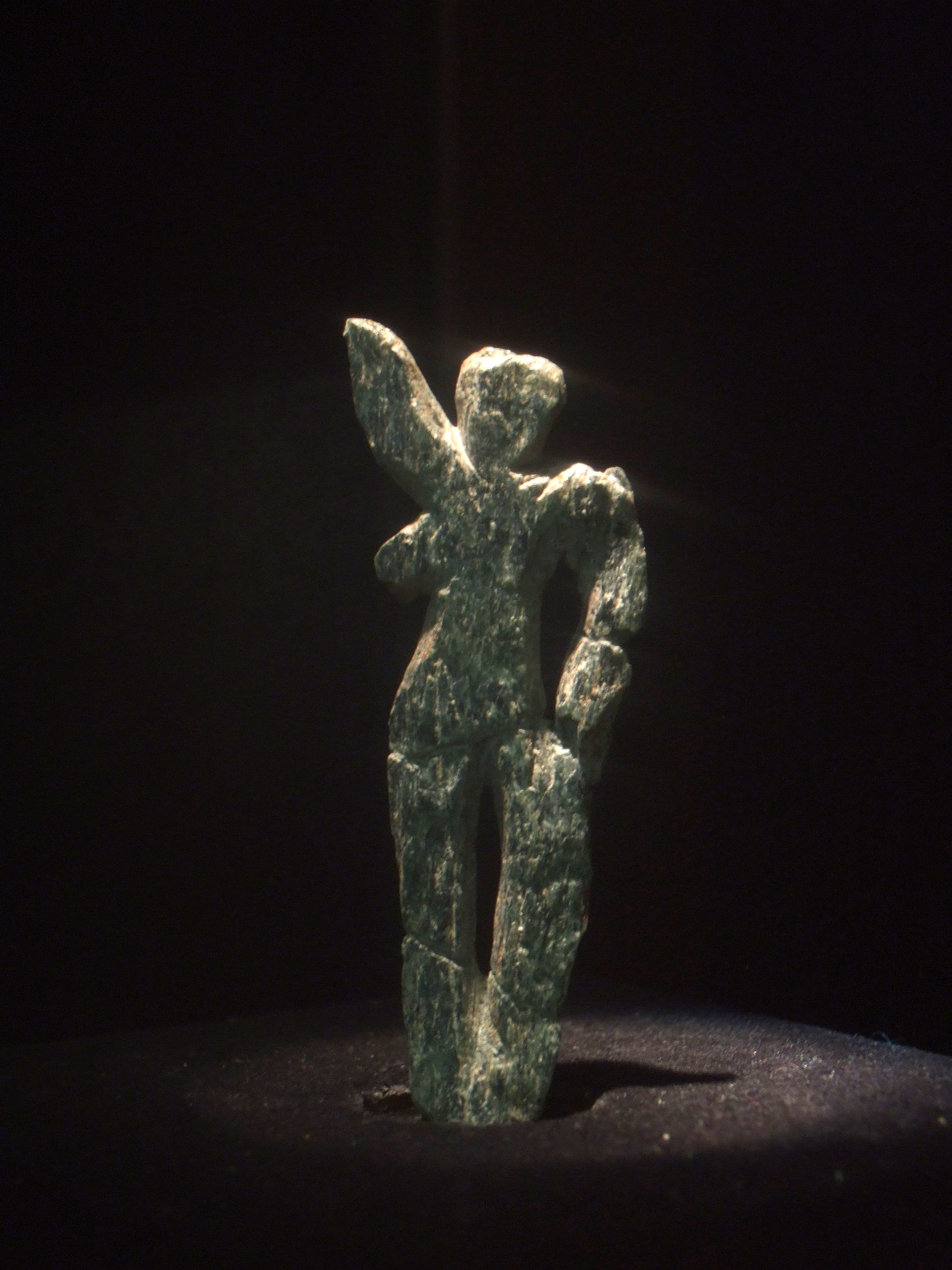
Vénus de Galgenberg (altura 7,2 cm).

A Vênus de Galgenberg é uma estatueta de Vênus datada de 30.000 anos e encontrada em Galgenberg, na Áustria.